# Fürjecském, fürjecském
A Fürjecském, fürjecském kezdetű magyar népdalt Vikár Béla gyűjtötte az Udvarhely vármegyei Firtosváralján 1900-ban. A fonográffelvételt Bartók Béla jegyezte le.
Dallamára énekelhető a 43. zsoltár.
Feldolgozás:
| Szerző              | Mire               | Mű                                   |
| ------------------- | ------------------ | ------------------------------------ |
| Ránki György        | ének, zongora      | „Röpülj páva”, 1. darab              |
| Gárdonyi Zoltán     | ének, zongora      | Pianoforte II. 32. dal               |
| Szőllősy András     | zongora            | Kősziklán felfutó csokros liliomszál |
| Daróci Bárdos Tamás | vegyeskar, zongora | Fürjecském, fürjecském               |

## Kotta és dallam
| Fürjecském, fürjecském, gyenge az ő lába. Élete keserves, maga pedig árva. | Kősziklán felfutó csokros liliomszál, annak tetejébe két szép rozmaringszál. | Nagyobbik virága Jakab Jóska volna, kisebbik virága Pálfi Ágnes volna. |

## Felvételek
- Fürjecském, fürjecském, gyenge az ő lába. cimbalom.nl (Hozzáférés: 2016. április 4.) (audió) arch
- Daróci Bárdos Tamás feldolgozása:  Fürjecském. YouTube (2013. november 28.)  (Hozzáférés: 2016. április 4.) (audió) 2:03-ig.